# Cosme Coelho Rocha
Cosme Coelho Rocha (Floriano, 3 de fevereiro de 1949) é um designer e artista plástico brasileiro renomado que começou sua carreira em Brasília, onde vive desde 1961.
Por volta de 1967, durante a ditadura militar, se mudou para Londres para estudar artes plásticas. Lá ele permaneceu por quase três anos, quando resolveu voltar para Brasília e continuar seu trabalho como artista plástico, fazendo obras importantes em sua carreira - como o painel criado para a igreja da 309 sul. 
Em 1988, Cosme - que era funcionário da gráfica do Senado - foi escolhido para elaborar a capa oficial da Constituição Federal.

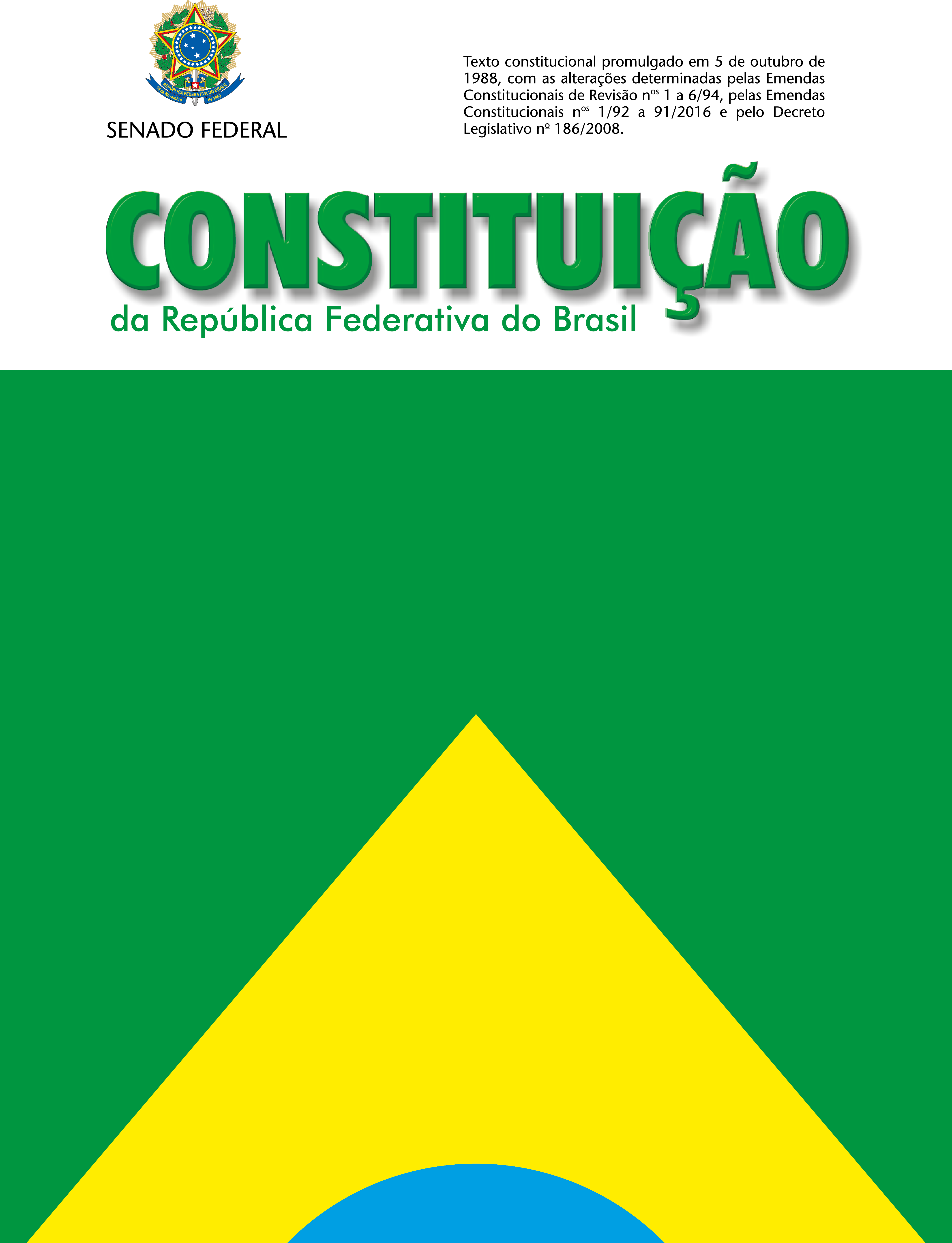
Capa da Constituição de 1988, de autoria de Cosme Coelho Rocha.

## Capa da Constituição da República Federativa do Brasil de 1988
Em 1988, quando a constituição iria finalmente ser promulgada, Ulysses Guimarães, então presidente da Câmara dos Deputados, solicitou a capa da nova constituição à então gráfica do Senado Federal e, por isso, foi organizada uma seleção entre os designers para escolher a capa oficial da Constituição Federal. Em um primeiro momento, Ulysses não ficou satisfeito com as capas em que foram lhe enviadas e por isso pediu mais uma rodada de opções. Foi aí que Cosme, que integrava a equipe que preparava o jornal da Constituinte, ficou sabendo do concurso e resolveu participar. 
Na época, sem a ajuda de recursos de computação gráfica, utilizando somente sua prancheta, réguas e folhas de papel cortadas, Cosme refez a bandeira do Brasil mais simples, sem as estrelas e sem a faixa “Ordem e Progresso”. Ele virou a bandeira no sentido vertical e foi cortando até que o losango amarelo virasse um triângulo com um dos vértices apontados para cima, o que trazia uma imagem de ascensão do país. "Com o triângulo amarelo daquela forma, quis dar a ideia de algo que estava nascendo, estava começando a subir, a crescer. Tinha um sentido de esperança”, explicou Cosme. De acordo com Ulysses Guimarães a capa foi escolhida “por sua simplicidade e por seu simbolismo”.
Segundo o jornal do Senado, em 2012, a constituição já tinha superado a marca de mais de 2 milhões de exemplares impressos desde 1988. Ela é vendida a preço de custo com valores de R$ 2 a R$ 15 a unidade, dependendo da versão. A constituição ainda é a publicação mais procurada nas feiras do livro onde o Senado participa. O Senado também disponibiliza a constituição em formato e-book gratuitamente.